# Tour de l'Avenir de 2018
A 55.ª edição do Tour de l'Avenir (nome oficial em francês: Tour de l'Avenir) foi uma corrida de ciclismo de estrada por etapas que se celebrou entre 17 e 26 de agosto de 2018 na França com início na localidade de Grand-Champ e final na população de Saint-Colomban-des-Villards sobre um percurso total de 1149,9 quilómetros.
A corrida fez parte da Copa das Nações UCI sub-23 de 2018, dentro da categoria UCI 2.ncup (limitada a corredores menores de 23 anos).
A corrida foi vencida pelo ciclista Tadej Pogačar da seleção nacional sub-23 de Eslovénia. O pódio completaram-no o ciclista Thymen Arensman da seleção nacional sub-23 dos Países Baixos e o ciclista Gino Mäder da seleção nacional sub-23 de Suíça.

## Equipas participantes
Tomaram parte na corrida 26 equipas: 23 seleções nacionais, uma equipa mista do Centro Mundial de Ciclismo da UCI e 2 equipas amador regionais de France de categoria sub-23, quem formaram um pelotão de 156 ciclistas dos que terminaram 124. As equipas participantes foram:
| Equipes nacionais (23)- Colômbia U23 - Austrália U23 - Áustria U23 - Bélgica U23 - Dinamarca U23 - Equador U23 - Espanha U23 - Estados Unidos U23 - França U23 - Alemanha U23 - Grã-Bretanha U23 - República da Irlanda U23 - Itália U23 - Japão U23 - Luxemburgo U23 - Países Baixos U23 - Noruega U23 - Polónia U23 - Portugal U23 - Rússia U23 - Ruanda U23 - Eslovénia U23 - Suíça U23 Equipes amadoras de ciclismo (3)- World Cycling Centre - 2018 Auvergne-Rhône-Alpe - Pays de la Loire espoirs |
| |

## Percorrido
O Tour de l'Avenir dispôs de 10 etapas para um percurso total de 1149,9 quilómetros com início na localidade de Grand-Champ e final em Saint-Sorlin-d'Arves, compreendendo 1 contrarrelógio por equipas, 4 etapas de montanha e 5 etapas planas.
| Etapa | Data    | Percurso                                    | type                       | Distância (km) | Vencedor         | Líder geral   |
| ----- | ------- | ------------------------------------------- | -------------------------- | -------------- | ---------------- | ------------- |
| 1     | 17 ago. | Grand-Champ – Elven                         | etapa escarpada            | 138,2          | Max Kanter       | Max Kanter    |
| 2     | 18 ago. | Drefféac – Châteaubriant                    | etapa escarpada            | 144,2          | Alan Riou        | Alan Riou     |
| 3     | 19 ago. | Le Lude – Châteaudun                        | etapa escarpada            | 171,2          | Damien Touzé     | Alan Riou     |
| 4     | 20 ago. | Orleães – Orleães                           | contrarrelógio por equipes | 20,2           | Dinamarca U23    | Håkon Aalrust |
| 5     | 21 ago. | Beaugency – Levroux                         | etapa escarpada            | 145,8          | Matthew Gibson   | Alan Riou     |
| 6     | 22 ago. | Le Blanc – Cérilly                          | etapa escarpada            | 181,1          | Alessandro Covi  | Alan Riou     |
| 7     | 23 ago. | Moûtiers – Méribel                          | alta montanha              | 35,4           | Iván Ramiro Sosa | Tadej Pogačar |
| 8     | 24 ago. | La Bâthie – Crest-Voland Cohennoz           | alta montanha              | 81,1           | Gino Mäder       | Tadej Pogačar |
| 9     | 25 ago. | Séez – Vale de Isère                        | alta montanha              | 83             | Fernando Barceló | Tadej Pogačar |
| 10    | 26 ago. | Vale de Isère – Saint-Colomban-des-Villards | alta montanha              | 149,7          | Gino Mäder       | Tadej Pogačar |

## Desenvolvimento da corrida

### 1.ª etapa
| Grand-Champ - Elven | etapa escarpada | (138,2 km) |

| \| Classificação por etapas \| Classificação por etapas \| Classificação por etapas \| Classificação por etapas \| Classificação por etapas \| \| Ciclista \| Ciclista \| Equipe \| Tempo \| \| \| ------------------------ \| ------------------------ \| ------------------------ \| ------------------------ \| ------------------------ \| \| 1. \| Max Kanter \| Alemanha U23 \| 3h15m01s \| \| \| 2. \| Alan Banaszek \| Polónia U23 \| + 0s \| \| \| 3. \| Damien Touzé \| França U23 \| + 0s \| \| \| 4. \| Rui Oliveira \| Portugal U23 \| + 0s \| \| \| 5. \| Žiga Jerman \| Eslovénia U23 \| + 0s \| \| \| 6. \| Gerben Thijssen \| Bélgica U23 \| + 0s \| \| \| 7. \| Jake Stewart \| Grã-Bretanha U23 \| + 0s \| \| \| 8. \| Robert Stannard \| Austrália U23 \| + 0s \| \| \| 9. \| Mark Downey \| República da Irlanda U23 \| + 0s \| \| \| 10. \| Kevin Geniets \| Luxemburgo U23 \| + 0s \| \| |                 |                          |          |
| |                 |                          |          |
| Fonte: ProCyclingStats |                 |                          |          |
| Classificação por etapas |                 |                          |          |
| Ciclista | Ciclista        | Equipe                   | Tempo    |
| 1. | Max Kanter      | Alemanha U23             | 3h15m01s |
| 2. | Alan Banaszek   | Polónia U23              | + 0s     |
| 3. | Damien Touzé    | França U23               | + 0s     |
| 4. | Rui Oliveira    | Portugal U23             | + 0s     |
| 5. | Žiga Jerman     | Eslovénia U23            | + 0s     |
| 6. | Gerben Thijssen | Bélgica U23              | + 0s     |
| 7. | Jake Stewart    | Grã-Bretanha U23         | + 0s     |
| 8. | Robert Stannard | Austrália U23            | + 0s     |
| 9. | Mark Downey     | República da Irlanda U23 | + 0s     |
| 10. | Kevin Geniets   | Luxemburgo U23           | + 0s     |

| \| Classificação geral \| Classificação geral \| Classificação geral \| Classificação geral \| Classificação geral \| \| Ciclista \| Ciclista \| Equipe \| Tempo \| \| \| ------------------- \| ------------------- \| ------------------------ \| ------------------- \| ------------------- \| \| 1. \| Max Kanter \| Alemanha U23 \| 3h15m01s \| \| \| 2. \| Alan Banaszek \| Polónia U23 \| + 0s \| \| \| 3. \| Damien Touzé \| França U23 \| + 0s \| \| \| 4. \| Rui Oliveira \| Portugal U23 \| + 0s \| \| \| 5. \| Žiga Jerman \| Eslovénia U23 \| + 0s \| \| \| 6. \| Gerben Thijssen \| Bélgica U23 \| + 0s \| \| \| 7. \| Jake Stewart \| Grã-Bretanha U23 \| + 0s \| \| \| 8. \| Robert Stannard \| Austrália U23 \| + 0s \| \| \| 9. \| Mark Downey \| República da Irlanda U23 \| + 0s \| \| \| 10. \| Kevin Geniets \| Luxemburgo U23 \| + 0s \| \| |                 |                          |          |
| |                 |                          |          |
| Fonte: ProCyclingStats |                 |                          |          |
| Classificação geral |                 |                          |          |
| Ciclista | Ciclista        | Equipe                   | Tempo    |
| 1. | Max Kanter      | Alemanha U23             | 3h15m01s |
| 2. | Alan Banaszek   | Polónia U23              | + 0s     |
| 3. | Damien Touzé    | França U23               | + 0s     |
| 4. | Rui Oliveira    | Portugal U23             | + 0s     |
| 5. | Žiga Jerman     | Eslovénia U23            | + 0s     |
| 6. | Gerben Thijssen | Bélgica U23              | + 0s     |
| 7. | Jake Stewart    | Grã-Bretanha U23         | + 0s     |
| 8. | Robert Stannard | Austrália U23            | + 0s     |
| 9. | Mark Downey     | República da Irlanda U23 | + 0s     |
| 10. | Kevin Geniets   | Luxemburgo U23           | + 0s     |

### 2.ª etapa
| Drefféac - Châteaubriant | etapa escarpada | (144,2 km) |

| \| Classificação por etapas \| Classificação por etapas \| Classificação por etapas \| Classificação por etapas \| Classificação por etapas \| \| Ciclista \| Ciclista \| Equipe \| Tempo \| \| \| ------------------------ \| ------------------------ \| ------------------------ \| ------------------------ \| ------------------------ \| \| 1. \| Alan Riou \| França U23 \| 3h11m43s \| \| \| 2. \| Magnus Bak Klaris \| Dinamarca U23 \| + 1s \| \| \| 3. \| Håkon Aalrust \| Noruega U23 \| + 1s \| \| \| 4. \| Alberto Dainese \| Itália U23 \| + 2m16s \| \| \| 5. \| Max Kanter \| Alemanha U23 \| + 2m16s \| \| \| 6. \| Rui Oliveira \| Portugal U23 \| + 2m16s \| \| \| 7. \| Robert Stannard \| Austrália U23 \| + 2m16s \| \| \| 8. \| Gerben Thijssen \| Bélgica U23 \| + 2m16s \| \| \| 9. \| Gotzon Martín \| Espanha U23 \| + 2m16s \| \| \| 10. \| Theo Menant \| 2018 Auvergne-Rhône-Alpe \| + 2m16s \| \| |                   |                          |          |
| |                   |                          |          |
| Fonte: ProCyclingStats |                   |                          |          |
| Classificação por etapas |                   |                          |          |
| Ciclista | Ciclista          | Equipe                   | Tempo    |
| 1. | Alan Riou         | França U23               | 3h11m43s |
| 2. | Magnus Bak Klaris | Dinamarca U23            | + 1s     |
| 3. | Håkon Aalrust     | Noruega U23              | + 1s     |
| 4. | Alberto Dainese   | Itália U23               | + 2m16s  |
| 5. | Max Kanter        | Alemanha U23             | + 2m16s  |
| 6. | Rui Oliveira      | Portugal U23             | + 2m16s  |
| 7. | Robert Stannard   | Austrália U23            | + 2m16s  |
| 8. | Gerben Thijssen   | Bélgica U23              | + 2m16s  |
| 9. | Gotzon Martín     | Espanha U23              | + 2m16s  |
| 10. | Theo Menant       | 2018 Auvergne-Rhône-Alpe | + 2m16s  |

| \| Classificação geral \| Classificação geral \| Classificação geral \| Classificação geral \| Classificação geral \| \| Ciclista \| Ciclista \| Equipe \| Tempo \| \| \| ------------------- \| ------------------- \| ------------------- \| ------------------- \| ------------------- \| \| 1. \| Alan Riou \| França U23 \| 6h26m44s \| \| \| 2. \| Håkon Aalrust \| Noruega U23 \| + 1s \| \| \| 3. \| Magnus Bak Klaris \| Dinamarca U23 \| + 1s \| \| \| 4. \| Max Kanter \| Alemanha U23 \| + 2m16s \| \| \| 5. \| Rui Oliveira \| Portugal U23 \| + 2m16s \| \| \| 6. \| Gerben Thijssen \| Bélgica U23 \| + 2m16s \| \| \| 7. \| Robert Stannard \| Austrália U23 \| + 2m16s \| \| \| 8. \| Jake Stewart \| Grã-Bretanha U23 \| + 2m16s \| \| \| 9. \| Žiga Jerman \| Eslovénia U23 \| + 2m16s \| \| \| 10. \| Kevin Geniets \| Luxemburgo U23 \| + 2m16s \| \| |                   |                  |          |
| |                   |                  |          |
| Fonte: ProCyclingStats |                   |                  |          |
| Classificação geral |                   |                  |          |
| Ciclista | Ciclista          | Equipe           | Tempo    |
| 1. | Alan Riou         | França U23       | 6h26m44s |
| 2. | Håkon Aalrust     | Noruega U23      | + 1s     |
| 3. | Magnus Bak Klaris | Dinamarca U23    | + 1s     |
| 4. | Max Kanter        | Alemanha U23     | + 2m16s  |
| 5. | Rui Oliveira      | Portugal U23     | + 2m16s  |
| 6. | Gerben Thijssen   | Bélgica U23      | + 2m16s  |
| 7. | Robert Stannard   | Austrália U23    | + 2m16s  |
| 8. | Jake Stewart      | Grã-Bretanha U23 | + 2m16s  |
| 9. | Žiga Jerman       | Eslovénia U23    | + 2m16s  |
| 10. | Kevin Geniets     | Luxemburgo U23   | + 2m16s  |

### 3.ª etapa
| Le Lude - Châteaudun | etapa escarpada | (171,2 km) |

| \| Classificação por etapas \| Classificação por etapas \| Classificação por etapas \| Classificação por etapas \| Classificação por etapas \| \| Ciclista \| Ciclista \| Equipe \| Tempo \| \| \| ------------------------ \| ------------------------ \| ------------------------ \| ------------------------ \| ------------------------ \| \| 1. \| Damien Touzé \| França U23 \| 3h39m16s \| \| \| 2. \| Edoardo Affini \| Itália U23 \| + 0s \| \| \| 3. \| Thymen Arensman \| Países Baixos U23 \| + 5s \| \| \| 4. \| Michael O'Loughlin \| República da Irlanda U23 \| + 5s \| \| \| 5. \| Max Kanter \| Alemanha U23 \| + 7s \| \| \| 6. \| Robert Stannard \| Austrália U23 \| + 7s \| \| \| 7. \| Rui Oliveira \| Portugal U23 \| + 7s \| \| \| 8. \| Marc Hirschi \| Suíça U23 \| + 7s \| \| \| 9. \| Pit Leyder \| Luxemburgo U23 \| + 7s \| \| \| 10. \| Andreas Stokbro \| Dinamarca U23 \| + 7s \| \| |                    |                          |          |
| |                    |                          |          |
| Fonte: ProCyclingStats |                    |                          |          |
| Classificação por etapas |                    |                          |          |
| Ciclista | Ciclista           | Equipe                   | Tempo    |
| 1. | Damien Touzé       | França U23               | 3h39m16s |
| 2. | Edoardo Affini     | Itália U23               | + 0s     |
| 3. | Thymen Arensman    | Países Baixos U23        | + 5s     |
| 4. | Michael O'Loughlin | República da Irlanda U23 | + 5s     |
| 5. | Max Kanter         | Alemanha U23             | + 7s     |
| 6. | Robert Stannard    | Austrália U23            | + 7s     |
| 7. | Rui Oliveira       | Portugal U23             | + 7s     |
| 8. | Marc Hirschi       | Suíça U23                | + 7s     |
| 9. | Pit Leyder         | Luxemburgo U23           | + 7s     |
| 10. | Andreas Stokbro    | Dinamarca U23            | + 7s     |

| \| Classificação geral \| Classificação geral \| Classificação geral \| Classificação geral \| Classificação geral \| \| Ciclista \| Ciclista \| Equipe \| Tempo \| \| \| ------------------- \| ------------------- \| ------------------------ \| ------------------- \| ------------------- \| \| 1. \| Alan Riou \| França U23 \| 10h06m12s \| \| \| 2. \| Håkon Aalrust \| Noruega U23 \| + 1s \| \| \| 3. \| Magnus Bak Klaris \| Dinamarca U23 \| + 1s \| \| \| 4. \| Damien Touzé \| França U23 \| + 2m04s \| \| \| 5. \| Edoardo Affini \| Itália U23 \| + 2m04s \| \| \| 6. \| Michael O'Loughlin \| República da Irlanda U23 \| + 2m09s \| \| \| 7. \| Thymen Arensman \| Países Baixos U23 \| + 2m09s \| \| \| 8. \| Max Kanter \| Alemanha U23 \| + 2m11s \| \| \| 9. \| Rui Oliveira \| Portugal U23 \| + 2m11s \| \| \| 10. \| Robert Stannard \| Austrália U23 \| + 2m11s \| \| |                    |                          |           |
| |                    |                          |           |
| Fonte: ProCyclingStats |                    |                          |           |
| Classificação geral |                    |                          |           |
| Ciclista | Ciclista           | Equipe                   | Tempo     |
| 1. | Alan Riou          | França U23               | 10h06m12s |
| 2. | Håkon Aalrust      | Noruega U23              | + 1s      |
| 3. | Magnus Bak Klaris  | Dinamarca U23            | + 1s      |
| 4. | Damien Touzé       | França U23               | + 2m04s   |
| 5. | Edoardo Affini     | Itália U23               | + 2m04s   |
| 6. | Michael O'Loughlin | República da Irlanda U23 | + 2m09s   |
| 7. | Thymen Arensman    | Países Baixos U23        | + 2m09s   |
| 8. | Max Kanter         | Alemanha U23             | + 2m11s   |
| 9. | Rui Oliveira       | Portugal U23             | + 2m11s   |
| 10. | Robert Stannard    | Austrália U23            | + 2m11s   |

### 4.ª etapa
| Orleães - Orleães | contrarrelógio por equipes | (20,2 km) |

| \| Classificação por etapas \| Classificação por etapas \| Classificação por etapas \| Classificação por etapas \| Classificação por etapas \| Classificação por etapas \| \| Equipe \| Equipe \| Tempo \| Intervalo de tempo \| Rapidez \| \| \| ------------------------ \| ------------------------ \| ------------------------ \| ------------------------ \| ------------------------ \| ------------------------ \| \| 1. \| Dinamarca U23 \| 22m11s \| 0s \| 54.636 km/h \| \| \| 2. \| Bélgica U23 \| 22m24s \| + 13s \| 54.107 km/h \| \| \| 3. \| Noruega U23 \| 22m27s \| + 16s \| 53.987 km/h \| \| \| 4. \| Países Baixos U23 \| 22m30s \| + 19s \| 53.867 km/h \| \| \| 5. \| Itália U23 \| 22m33s \| + 22s \| 53.747 km/h \| \| \| 6. \| Estados Unidos U23 \| 22m36s \| + 25s \| 53.628 km/h \| \| \| 7. \| França U23 \| 22m39s \| + 28s \| 53.510 km/h \| \| \| 8. \| Eslovénia U23 \| 22m43s \| + 32s \| 53.353 km/h \| \| \| 9. \| Alemanha U23 \| 22m44s \| + 33s \| 53.314 km/h \| \| \| 10. \| Rússia U23 \| 22m47s \| + 36s \| 53.197 km/h \| \| |                    |        |                    |             |
| |                    |        |                    |             |
| Fonte: ProCyclingStats |                    |        |                    |             |
| Classificação por etapas |                    |        |                    |             |
| Equipe | Equipe             | Tempo  | Intervalo de tempo | Rapidez     |
| 1. | Dinamarca U23      | 22m11s | 0s                 | 54.636 km/h |
| 2. | Bélgica U23        | 22m24s | + 13s              | 54.107 km/h |
| 3. | Noruega U23        | 22m27s | + 16s              | 53.987 km/h |
| 4. | Países Baixos U23  | 22m30s | + 19s              | 53.867 km/h |
| 5. | Itália U23         | 22m33s | + 22s              | 53.747 km/h |
| 6. | Estados Unidos U23 | 22m36s | + 25s              | 53.628 km/h |
| 7. | França U23         | 22m39s | + 28s              | 53.510 km/h |
| 8. | Eslovénia U23      | 22m43s | + 32s              | 53.353 km/h |
| 9. | Alemanha U23       | 22m44s | + 33s              | 53.314 km/h |
| 10. | Rússia U23         | 22m47s | + 36s              | 53.197 km/h |

| \| Classificação geral \| Classificação geral \| Classificação geral \| Classificação geral \| Classificação geral \| \| Ciclista \| Ciclista \| Equipe \| Tempo \| \| \| ------------------- \| ------------------- \| ------------------- \| ------------------- \| ------------------- \| \| 1. \| Håkon Aalrust \| Noruega U23 \| 10h28m40s \| \| \| 2. \| Alan Riou \| França U23 \| + 11s \| \| \| 3. \| Andreas Stokbro \| Dinamarca U23 \| + 1m54s \| \| \| 4. \| Mikkel Bjerg \| Dinamarca U23 \| + 1m54s \| \| \| 5. \| Jonas Gregaard \| Dinamarca U23 \| + 1m59s \| \| \| 6. \| Mikkel Honoré \| Dinamarca U23 \| + 1m59s \| \| \| 7. \| Julian Mertens \| Bélgica U23 \| + 2m07s \| \| \| 8. \| Edoardo Affini \| Itália U23 \| + 2m09s \| \| \| 9. \| Thymen Arensman \| Países Baixos U23 \| + 2m11s \| \| \| 10. \| Harm Vanhoucke \| Bélgica U23 \| + 2m12s \| \| |                 |                   |           |
| |                 |                   |           |
| Fonte: ProCyclingStats |                 |                   |           |
| Classificação geral |                 |                   |           |
| Ciclista | Ciclista        | Equipe            | Tempo     |
| 1. | Håkon Aalrust   | Noruega U23       | 10h28m40s |
| 2. | Alan Riou       | França U23        | + 11s     |
| 3. | Andreas Stokbro | Dinamarca U23     | + 1m54s   |
| 4. | Mikkel Bjerg    | Dinamarca U23     | + 1m54s   |
| 5. | Jonas Gregaard  | Dinamarca U23     | + 1m59s   |
| 6. | Mikkel Honoré   | Dinamarca U23     | + 1m59s   |
| 7. | Julian Mertens  | Bélgica U23       | + 2m07s   |
| 8. | Edoardo Affini  | Itália U23        | + 2m09s   |
| 9. | Thymen Arensman | Países Baixos U23 | + 2m11s   |
| 10. | Harm Vanhoucke  | Bélgica U23       | + 2m12s   |

### 5.ª etapa
| Beaugency - Levroux | etapa escarpada | (145,8 km) |

| \| Classificação por etapas \| Classificação por etapas \| Classificação por etapas \| Classificação por etapas \| Classificação por etapas \| \| Ciclista \| Ciclista \| Equipe \| Tempo \| \| \| ------------------------ \| ------------------------ \| ------------------------ \| ------------------------ \| ------------------------ \| \| 1. \| Matthew Gibson \| Grã-Bretanha U23 \| 3h10m59s \| \| \| 2. \| Szymon Sajnok \| Polónia U23 \| + 0s \| \| \| 3. \| Colin Heiderscheid \| Luxemburgo U23 \| + 0s \| \| \| 4. \| Andreas Stokbro \| Dinamarca U23 \| + 0s \| \| \| 5. \| Žiga Jerman \| Eslovénia U23 \| + 0s \| \| \| 6. \| Damien Touzé \| França U23 \| + 0s \| \| \| 7. \| Rui Oliveira \| Portugal U23 \| + 0s \| \| \| 8. \| Gerben Thijssen \| Bélgica U23 \| + 0s \| \| \| 9. \| Joris Vincent \| Pays de la Loire espoirs \| + 0s \| \| \| 10. \| Simon Guglielmi \| França U23 \| + 0s \| \| |                    |                          |          |
| |                    |                          |          |
| Fonte: ProCyclingStats |                    |                          |          |
| Classificação por etapas |                    |                          |          |
| Ciclista | Ciclista           | Equipe                   | Tempo    |
| 1. | Matthew Gibson     | Grã-Bretanha U23         | 3h10m59s |
| 2. | Szymon Sajnok      | Polónia U23              | + 0s     |
| 3. | Colin Heiderscheid | Luxemburgo U23           | + 0s     |
| 4. | Andreas Stokbro    | Dinamarca U23            | + 0s     |
| 5. | Žiga Jerman        | Eslovénia U23            | + 0s     |
| 6. | Damien Touzé       | França U23               | + 0s     |
| 7. | Rui Oliveira       | Portugal U23             | + 0s     |
| 8. | Gerben Thijssen    | Bélgica U23              | + 0s     |
| 9. | Joris Vincent      | Pays de la Loire espoirs | + 0s     |
| 10. | Simon Guglielmi    | França U23               | + 0s     |

| \| Classificação geral \| Classificação geral \| Classificação geral \| Classificação geral \| Classificação geral \| \| Ciclista \| Ciclista \| Equipe \| Tempo \| \| \| ------------------- \| ------------------- \| ------------------- \| ------------------- \| ------------------- \| \| 1. \| Alan Riou \| França U23 \| 13h40m04s \| \| \| 2. \| Andreas Stokbro \| Dinamarca U23 \| + 1m29s \| \| \| 3. \| Mikkel Bjerg \| Dinamarca U23 \| + 1m29s \| \| \| 4. \| Jonas Gregaard \| Dinamarca U23 \| + 1m34s \| \| \| 5. \| Mikkel Honoré \| Dinamarca U23 \| + 1m34s \| \| \| 6. \| Edoardo Affini \| Itália U23 \| + 1m44s \| \| \| 7. \| Harm Vanhoucke \| Bélgica U23 \| + 1m47s \| \| \| 8. \| Damien Touzé \| França U23 \| + 1m50s \| \| \| 9. \| Tobias Foss \| Noruega U23 \| + 1m50s \| \| \| 10. \| Torjus Sleen \| Noruega U23 \| + 1m50s \| \| |                 |               |           |
| |                 |               |           |
| Fonte: ProCyclingStats |                 |               |           |
| Classificação geral |                 |               |           |
| Ciclista | Ciclista        | Equipe        | Tempo     |
| 1. | Alan Riou       | França U23    | 13h40m04s |
| 2. | Andreas Stokbro | Dinamarca U23 | + 1m29s   |
| 3. | Mikkel Bjerg    | Dinamarca U23 | + 1m29s   |
| 4. | Jonas Gregaard  | Dinamarca U23 | + 1m34s   |
| 5. | Mikkel Honoré   | Dinamarca U23 | + 1m34s   |
| 6. | Edoardo Affini  | Itália U23    | + 1m44s   |
| 7. | Harm Vanhoucke  | Bélgica U23   | + 1m47s   |
| 8. | Damien Touzé    | França U23    | + 1m50s   |
| 9. | Tobias Foss     | Noruega U23   | + 1m50s   |
| 10. | Torjus Sleen    | Noruega U23   | + 1m50s   |

### 6.ª etapa
| Le Blanc - Cérilly | etapa escarpada | (181,1 km) |

| \| Classificação por etapas \| Classificação por etapas \| Classificação por etapas \| Classificação por etapas \| Classificação por etapas \| \| Ciclista \| Ciclista \| Equipe \| Tempo \| \| \| ------------------------ \| ------------------------ \| ------------------------ \| ------------------------ \| ------------------------ \| \| 1. \| Alessandro Covi \| Itália U23 \| 4h00m29s \| \| \| 2. \| Mark Downey \| República da Irlanda U23 \| + 0s \| \| \| 3. \| Simon Guglielmi \| França U23 \| + 0s \| \| \| 4. \| Zeke Mostov \| Estados Unidos U23 \| + 2s \| \| \| 5. \| Jonas Gregaard \| Dinamarca U23 \| + 2s \| \| \| 6. \| Max Kanter \| Alemanha U23 \| + 5s \| \| \| 7. \| Mikkel Bjerg \| Dinamarca U23 \| + 5s \| \| \| 8. \| Alberto Dainese \| Itália U23 \| + 5s \| \| \| 9. \| Damien Touzé \| França U23 \| + 5s \| \| \| 10. \| Rui Oliveira \| Portugal U23 \| + 5s \| \| |                 |                          |          |
| |                 |                          |          |
| Fonte: ProCyclingStats |                 |                          |          |
| Classificação por etapas |                 |                          |          |
| Ciclista | Ciclista        | Equipe                   | Tempo    |
| 1. | Alessandro Covi | Itália U23               | 4h00m29s |
| 2. | Mark Downey     | República da Irlanda U23 | + 0s     |
| 3. | Simon Guglielmi | França U23               | + 0s     |
| 4. | Zeke Mostov     | Estados Unidos U23       | + 2s     |
| 5. | Jonas Gregaard  | Dinamarca U23            | + 2s     |
| 6. | Max Kanter      | Alemanha U23             | + 5s     |
| 7. | Mikkel Bjerg    | Dinamarca U23            | + 5s     |
| 8. | Alberto Dainese | Itália U23               | + 5s     |
| 9. | Damien Touzé    | França U23               | + 5s     |
| 10. | Rui Oliveira    | Portugal U23             | + 5s     |

| \| Classificação geral \| Classificação geral \| Classificação geral \| Classificação geral \| Classificação geral \| \| Ciclista \| Ciclista \| Equipe \| Tempo \| \| \| ------------------- \| ------------------- \| ------------------- \| ------------------- \| ------------------- \| \| 1. \| Alan Riou \| França U23 \| 17h40m38s \| \| \| 2. \| Andreas Stokbro \| Dinamarca U23 \| + 1m29s \| \| \| 3. \| Mikkel Bjerg \| Dinamarca U23 \| + 1m29s \| \| \| 4. \| Jonas Gregaard \| Dinamarca U23 \| + 1m31s \| \| \| 5. \| Mikkel Honoré \| Dinamarca U23 \| + 1m34s \| \| \| 6. \| Edoardo Affini \| Itália U23 \| + 1m44s \| \| \| 7. \| Harm Vanhoucke \| Bélgica U23 \| + 1m47s \| \| \| 8. \| Damien Touzé \| França U23 \| + 1m50s \| \| \| 9. \| Tobias Foss \| Noruega U23 \| + 1m50s \| \| \| 10. \| Torjus Sleen \| Noruega U23 \| + 1m50s \| \| |                 |               |           |
| |                 |               |           |
| Fonte: ProCyclingStats |                 |               |           |
| Classificação geral |                 |               |           |
| Ciclista | Ciclista        | Equipe        | Tempo     |
| 1. | Alan Riou       | França U23    | 17h40m38s |
| 2. | Andreas Stokbro | Dinamarca U23 | + 1m29s   |
| 3. | Mikkel Bjerg    | Dinamarca U23 | + 1m29s   |
| 4. | Jonas Gregaard  | Dinamarca U23 | + 1m31s   |
| 5. | Mikkel Honoré   | Dinamarca U23 | + 1m34s   |
| 6. | Edoardo Affini  | Itália U23    | + 1m44s   |
| 7. | Harm Vanhoucke  | Bélgica U23   | + 1m47s   |
| 8. | Damien Touzé    | França U23    | + 1m50s   |
| 9. | Tobias Foss     | Noruega U23   | + 1m50s   |
| 10. | Torjus Sleen    | Noruega U23   | + 1m50s   |

### 7.ª etapa
| Moûtiers - Méribel | alta montanha | (35,4 km) |

| \| Classificação por etapas \| Classificação por etapas \| Classificação por etapas \| Classificação por etapas \| Classificação por etapas \| \| Ciclista \| Ciclista \| Equipe \| Tempo \| \| \| ------------------------ \| ------------------------ \| ------------------------ \| ------------------------ \| ------------------------ \| \| 1. \| Iván Ramiro Sosa \| Colômbia U23 \| 4h00m29s \| \| \| 2. \| Brandon McNulty \| Estados Unidos U23 \| + 0s \| \| \| 3. \| Tadej Pogačar \| Eslovénia U23 \| + 0s \| \| \| 4. \| Fernando Barceló \| Espanha U23 \| + 2s \| \| \| 5. \| Alejandro Osorio \| Colômbia U23 \| + 2s \| \| \| 6. \| Aleksandr Vlasov \| Rússia U23 \| + 5s \| \| \| 7. \| Clément Champoussin \| França U23 \| + 5s \| \| \| 8. \| Thymen Arensman \| Países Baixos U23 \| + 5s \| \| \| 9. \| Edward Dunbar \| República da Irlanda U23 \| + 5s \| \| \| 10. \| Michel Ries \| Luxemburgo U23 \| + 5s \| \| |                     |                          |          |
| |                     |                          |          |
| Fonte: ProCyclingStats |                     |                          |          |
| Classificação por etapas |                     |                          |          |
| Ciclista | Ciclista            | Equipe                   | Tempo    |
| 1. | Iván Ramiro Sosa    | Colômbia U23             | 4h00m29s |
| 2. | Brandon McNulty     | Estados Unidos U23       | + 0s     |
| 3. | Tadej Pogačar       | Eslovénia U23            | + 0s     |
| 4. | Fernando Barceló    | Espanha U23              | + 2s     |
| 5. | Alejandro Osorio    | Colômbia U23             | + 2s     |
| 6. | Aleksandr Vlasov    | Rússia U23               | + 5s     |
| 7. | Clément Champoussin | França U23               | + 5s     |
| 8. | Thymen Arensman     | Países Baixos U23        | + 5s     |
| 9. | Edward Dunbar       | República da Irlanda U23 | + 5s     |
| 10. | Michel Ries         | Luxemburgo U23           | + 5s     |

| \| Classificação geral \| Classificação geral \| Classificação geral \| Classificação geral \| Classificação geral \| \| Ciclista \| Ciclista \| Equipe \| Tempo \| \| \| ------------------- \| ------------------- \| ------------------------ \| ------------------- \| ------------------- \| \| 1. \| Tadej Pogačar \| Eslovénia U23 \| 18h52m56s \| \| \| 2. \| Brandon McNulty \| Estados Unidos U23 \| + 7s \| \| \| 3. \| Thymen Arensman \| Países Baixos U23 \| + 12s \| \| \| 4. \| Samuele Battistella \| Itália U23 \| + 27s \| \| \| 5. \| Aleksandr Vlasov \| Rússia U23 \| + 31s \| \| \| 6. \| Edward Dunbar \| República da Irlanda U23 \| + 31s \| \| \| 7. \| Jonas Gregaard \| Dinamarca U23 \| + 40s \| \| \| 8. \| Mikkel Bjerg \| Dinamarca U23 \| + 44s \| \| \| 9. \| Gino Mäder \| Suíça U23 \| + 45s \| \| \| 10. \| Clément Champoussin \| França U23 \| + 51s \| \| |                     |                          |           |
| |                     |                          |           |
| Fonte: ProCyclingStats |                     |                          |           |
| Classificação geral |                     |                          |           |
| Ciclista | Ciclista            | Equipe                   | Tempo     |
| 1. | Tadej Pogačar       | Eslovénia U23            | 18h52m56s |
| 2. | Brandon McNulty     | Estados Unidos U23       | + 7s      |
| 3. | Thymen Arensman     | Países Baixos U23        | + 12s     |
| 4. | Samuele Battistella | Itália U23               | + 27s     |
| 5. | Aleksandr Vlasov    | Rússia U23               | + 31s     |
| 6. | Edward Dunbar       | República da Irlanda U23 | + 31s     |
| 7. | Jonas Gregaard      | Dinamarca U23            | + 40s     |
| 8. | Mikkel Bjerg        | Dinamarca U23            | + 44s     |
| 9. | Gino Mäder          | Suíça U23                | + 45s     |
| 10. | Clément Champoussin | França U23               | + 51s     |

### 8.ª etapa
| La Bâthie - Crest-Voland Cohennoz | alta montanha | (81,1 km) |

| \| Classificação por etapas \| Classificação por etapas \| Classificação por etapas \| Classificação por etapas \| Classificação por etapas \| \| Ciclista \| Ciclista \| Equipe \| Tempo \| \| \| ------------------------ \| ------------------------ \| ------------------------ \| ------------------------ \| ------------------------ \| \| 1. \| Gino Mäder \| Suíça U23 \| 2h11m24s \| \| \| 2. \| Iván Ramiro Sosa \| Colômbia U23 \| + 15s \| \| \| 3. \| Robert Stannard \| Austrália U23 \| + 15s \| \| \| 4. \| Aleksandr Vlasov \| Rússia U23 \| + 15s \| \| \| 5. \| Tadej Pogačar \| Eslovénia U23 \| + 15s \| \| \| 6. \| Clément Champoussin \| França U23 \| + 15s \| \| \| 7. \| Brandon McNulty \| Estados Unidos U23 \| + 15s \| \| \| 8. \| Alejandro Osorio \| Colômbia U23 \| + 15s \| \| \| 9. \| Jonas Gregaard \| Dinamarca U23 \| + 15s \| \| \| 10. \| Edward Dunbar \| República da Irlanda U23 \| + 15s \| \| |                     |                          |          |
| |                     |                          |          |
| Fonte: ProCyclingStats |                     |                          |          |
| Classificação por etapas |                     |                          |          |
| Ciclista | Ciclista            | Equipe                   | Tempo    |
| 1. | Gino Mäder          | Suíça U23                | 2h11m24s |
| 2. | Iván Ramiro Sosa    | Colômbia U23             | + 15s    |
| 3. | Robert Stannard     | Austrália U23            | + 15s    |
| 4. | Aleksandr Vlasov    | Rússia U23               | + 15s    |
| 5. | Tadej Pogačar       | Eslovénia U23            | + 15s    |
| 6. | Clément Champoussin | França U23               | + 15s    |
| 7. | Brandon McNulty     | Estados Unidos U23       | + 15s    |
| 8. | Alejandro Osorio    | Colômbia U23             | + 15s    |
| 9. | Jonas Gregaard      | Dinamarca U23            | + 15s    |
| 10. | Edward Dunbar       | República da Irlanda U23 | + 15s    |

| \| Classificação geral \| Classificação geral \| Classificação geral \| Classificação geral \| Classificação geral \| \| Ciclista \| Ciclista \| Equipe \| Tempo \| \| \| ------------------- \| ------------------- \| ------------------------ \| ------------------- \| ------------------- \| \| 1. \| Tadej Pogačar \| Eslovénia U23 \| 21h04m35s \| \| \| 2. \| Brandon McNulty \| Estados Unidos U23 \| + 7s \| \| \| 3. \| Thymen Arensman \| Países Baixos U23 \| + 12s \| \| \| 4. \| Gino Mäder \| Suíça U23 \| + 30s \| \| \| 5. \| Aleksandr Vlasov \| Rússia U23 \| + 31s \| \| \| 6. \| Edward Dunbar \| República da Irlanda U23 \| + 31s \| \| \| 7. \| Samuele Battistella \| Itália U23 \| + 32s \| \| \| 8. \| Jonas Gregaard \| Dinamarca U23 \| + 40s \| \| \| 9. \| Clément Champoussin \| França U23 \| + 51s \| \| \| 10. \| João Almeida \| Portugal U23 \| + 1m02s \| \| |                     |                          |           |
| |                     |                          |           |
| Fonte: ProCyclingStats |                     |                          |           |
| Classificação geral |                     |                          |           |
| Ciclista | Ciclista            | Equipe                   | Tempo     |
| 1. | Tadej Pogačar       | Eslovénia U23            | 21h04m35s |
| 2. | Brandon McNulty     | Estados Unidos U23       | + 7s      |
| 3. | Thymen Arensman     | Países Baixos U23        | + 12s     |
| 4. | Gino Mäder          | Suíça U23                | + 30s     |
| 5. | Aleksandr Vlasov    | Rússia U23               | + 31s     |
| 6. | Edward Dunbar       | República da Irlanda U23 | + 31s     |
| 7. | Samuele Battistella | Itália U23               | + 32s     |
| 8. | Jonas Gregaard      | Dinamarca U23            | + 40s     |
| 9. | Clément Champoussin | França U23               | + 51s     |
| 10. | João Almeida        | Portugal U23             | + 1m02s   |

### 9.ª etapa
| Séez - Vale de Isère | alta montanha | (83 km) |

| \| Classificação por etapas \| Classificação por etapas \| Classificação por etapas \| Classificação por etapas \| Classificação por etapas \| \| Ciclista \| Ciclista \| Equipe \| Tempo \| \| \| ------------------------ \| ------------------------ \| ------------------------ \| ------------------------ \| ------------------------ \| \| 1. \| Fernando Barceló \| Espanha U23 \| 2h29m50s \| \| \| 2. \| Michel Ries \| Luxemburgo U23 \| + 9s \| \| \| 3. \| Tadej Pogačar \| Eslovénia U23 \| + 9s \| \| \| 4. \| Robert Stannard \| Austrália U23 \| + 1m14s \| \| \| 5. \| Félix Gall \| Áustria U23 \| + 1m14s \| \| \| 6. \| Jonas Gregaard \| Dinamarca U23 \| + 1m14s \| \| \| 7. \| Gino Mäder \| Suíça U23 \| + 1m14s \| \| \| 8. \| Clément Champoussin \| França U23 \| + 1m14s \| \| \| 9. \| Aleksandr Vlasov \| Rússia U23 \| + 1m14s \| \| \| 10. \| Tobias Foss \| Noruega U23 \| + 1m14s \| \| |                     |                |          |
| |                     |                |          |
| Fonte: ProCyclingStats |                     |                |          |
| Classificação por etapas |                     |                |          |
| Ciclista | Ciclista            | Equipe         | Tempo    |
| 1. | Fernando Barceló    | Espanha U23    | 2h29m50s |
| 2. | Michel Ries         | Luxemburgo U23 | + 9s     |
| 3. | Tadej Pogačar       | Eslovénia U23  | + 9s     |
| 4. | Robert Stannard     | Austrália U23  | + 1m14s  |
| 5. | Félix Gall          | Áustria U23    | + 1m14s  |
| 6. | Jonas Gregaard      | Dinamarca U23  | + 1m14s  |
| 7. | Gino Mäder          | Suíça U23      | + 1m14s  |
| 8. | Clément Champoussin | França U23     | + 1m14s  |
| 9. | Aleksandr Vlasov    | Rússia U23     | + 1m14s  |
| 10. | Tobias Foss         | Noruega U23    | + 1m14s  |

| \| Classificação geral \| Classificação geral \| Classificação geral \| Classificação geral \| Classificação geral \| \| Ciclista \| Ciclista \| Equipe \| Tempo \| \| \| ------------------- \| ------------------- \| ------------------- \| ------------------- \| ------------------- \| \| 1. \| Tadej Pogačar \| Eslovénia U23 \| 23h34m34s \| \| \| 2. \| Michel Ries \| Luxemburgo U23 \| + 1m07s \| \| \| 3. \| Thymen Arensman \| Países Baixos U23 \| + 1m17s \| \| \| 4. \| Fernando Barceló \| Espanha U23 \| + 1m23s \| \| \| 5. \| Gino Mäder \| Suíça U23 \| + 1m35s \| \| \| 6. \| Aleksandr Vlasov \| Rússia U23 \| + 1m36s \| \| \| 7. \| Jonas Gregaard \| Dinamarca U23 \| + 1m45s \| \| \| 8. \| Clément Champoussin \| França U23 \| + 1m56s \| \| \| 9. \| João Almeida \| Portugal U23 \| + 2m07s \| \| \| 10. \| Iván Ramiro Sosa \| Colômbia U23 \| + 2m16s \| \| |                     |                   |           |
| |                     |                   |           |
| Fonte: ProCyclingStats |                     |                   |           |
| Classificação geral |                     |                   |           |
| Ciclista | Ciclista            | Equipe            | Tempo     |
| 1. | Tadej Pogačar       | Eslovénia U23     | 23h34m34s |
| 2. | Michel Ries         | Luxemburgo U23    | + 1m07s   |
| 3. | Thymen Arensman     | Países Baixos U23 | + 1m17s   |
| 4. | Fernando Barceló    | Espanha U23       | + 1m23s   |
| 5. | Gino Mäder          | Suíça U23         | + 1m35s   |
| 6. | Aleksandr Vlasov    | Rússia U23        | + 1m36s   |
| 7. | Jonas Gregaard      | Dinamarca U23     | + 1m45s   |
| 8. | Clément Champoussin | França U23        | + 1m56s   |
| 9. | João Almeida        | Portugal U23      | + 2m07s   |
| 10. | Iván Ramiro Sosa    | Colômbia U23      | + 2m16s   |

### 10.ª etapa
| Vale de Isère - Saint-Colomban-des-Villards | alta montanha | (149,7 km) |

| \| Classificação por etapas \| Classificação por etapas \| Classificação por etapas \| Classificação por etapas \| Classificação por etapas \| \| Ciclista \| Ciclista \| Equipe \| Tempo \| \| \| ------------------------ \| ------------------------ \| ------------------------ \| ------------------------ \| ------------------------ \| \| 1. \| Gino Mäder \| Suíça U23 \| 2h54m19s \| \| \| 2. \| Edward Dunbar \| República da Irlanda U23 \| + 0s \| \| \| 3. \| Clément Champoussin \| França U23 \| + 0s \| \| \| 4. \| Aleksandr Vlasov \| Rússia U23 \| + 0s \| \| \| 5. \| Iván Ramiro Sosa \| Colômbia U23 \| + 0s \| \| \| 6. \| Tadej Pogačar \| Eslovénia U23 \| + 0s \| \| \| 7. \| João Almeida \| Portugal U23 \| + 8s \| \| \| 8. \| Thymen Arensman \| Países Baixos U23 \| + 11s \| \| \| 9. \| Alejandro Osorio \| Colômbia U23 \| + 45s \| \| \| 10. \| Tobias Foss \| Noruega U23 \| + 1m11s \| \| |                     |                          |          |
| |                     |                          |          |
| Fonte: ProCyclingStats |                     |                          |          |
| Classificação por etapas |                     |                          |          |
| Ciclista | Ciclista            | Equipe                   | Tempo    |
| 1. | Gino Mäder          | Suíça U23                | 2h54m19s |
| 2. | Edward Dunbar       | República da Irlanda U23 | + 0s     |
| 3. | Clément Champoussin | França U23               | + 0s     |
| 4. | Aleksandr Vlasov    | Rússia U23               | + 0s     |
| 5. | Iván Ramiro Sosa    | Colômbia U23             | + 0s     |
| 6. | Tadej Pogačar       | Eslovénia U23            | + 0s     |
| 7. | João Almeida        | Portugal U23             | + 8s     |
| 8. | Thymen Arensman     | Países Baixos U23        | + 11s    |
| 9. | Alejandro Osorio    | Colômbia U23             | + 45s    |
| 10. | Tobias Foss         | Noruega U23              | + 1m11s  |

## Classificações finais
As classificações finalizaram da seguinte forma:

### Classificação geral
| \| Classificação geral \| Classificação geral \| Classificação geral \| Classificação geral \| Classificação geral \| \| Ciclista \| Ciclista \| Equipe \| Tempo \| \| \| ------------------- \| ------------------- \| ------------------------ \| ------------------- \| ------------------- \| \| 1. \| Tadej Pogačar \| Eslovénia U23 \| 26h28m53s \| \| \| 2. \| Thymen Arensman \| Países Baixos U23 \| + 1m28s \| \| \| 3. \| Gino Mäder \| Suíça U23 \| + 1m35s \| \| \| 4. \| Aleksandr Vlasov \| Rússia U23 \| + 1m36s \| \| \| 5. \| Clément Champoussin \| França U23 \| + 1m56s \| \| \| 6. \| Iván Ramiro Sosa \| Colômbia U23 \| + 2m16s \| \| \| 7. \| João Almeida \| Portugal U23 \| + 2m35s \| \| \| 8. \| Edward Dunbar \| República da Irlanda U23 \| + 2m47s \| \| \| 9. \| Tobias Foss \| Noruega U23 \| + 3m28s \| \| \| 10. \| Michel Ries \| Luxemburgo U23 \| + 4m25s \| \| |                     |                          |           |
| |                     |                          |           |
| Fonte: ProCyclingStats |                     |                          |           |
| Classificação geral |                     |                          |           |
| Ciclista | Ciclista            | Equipe                   | Tempo     |
| 1. | Tadej Pogačar       | Eslovénia U23            | 26h28m53s |
| 2. | Thymen Arensman     | Países Baixos U23        | + 1m28s   |
| 3. | Gino Mäder          | Suíça U23                | + 1m35s   |
| 4. | Aleksandr Vlasov    | Rússia U23               | + 1m36s   |
| 5. | Clément Champoussin | França U23               | + 1m56s   |
| 6. | Iván Ramiro Sosa    | Colômbia U23             | + 2m16s   |
| 7. | João Almeida        | Portugal U23             | + 2m35s   |
| 8. | Edward Dunbar       | República da Irlanda U23 | + 2m47s   |
| 9. | Tobias Foss         | Noruega U23              | + 3m28s   |
| 10. | Michel Ries         | Luxemburgo U23           | + 4m25s   |

### Classificação por pontos
| Classificação por pontos | Classificação por pontos | Classificação por pontos | Classificação por pontos | Classificação por pontos |
| Ciclista                 | Ciclista                 | Equipe                   | Pontos                   |                          |
| ------------------------ | ------------------------ | ------------------------ | ------------------------ | ------------------------ |
| 1.                       | Damien Touzé             | França U23               | 88 pts                   |                          |
| 2.                       | Max Kanter               | Alemanha U23             | 82 pts                   |                          |
| 3.                       | Rui Oliveira             | Portugal U23             | 76 pts                   |                          |
| 4.                       | Robert Stannard          | Austrália U23            | 74 pts                   |                          |
| 5.                       | Mark Downey              | República da Irlanda U23 | 53 pts                   |                          |
| 6.                       | Simon Guglielmi          | França U23               | 51 pts                   |                          |
| 7.                       | Gerben Thijssen          | Bélgica U23              | 41 pts                   |                          |
| 8.                       | Alberto Dainese          | Itália U23               | 40 pts                   |                          |
| 9.                       | Magnus Bak Klaris        | Dinamarca U23            | 38 pts                   |                          |
| 10.                      | Tadej Pogačar            | Eslovénia U23            | 32 pts                   |                          |

### Classificação da montanha
| Classificação da montanha | Classificação da montanha | Classificação da montanha | Classificação da montanha | Classificação da montanha |
| Ciclista                  | Ciclista                  | Equipe                    | Pontos                    |                           |
| ------------------------- | ------------------------- | ------------------------- | ------------------------- | ------------------------- |
| 1.                        | Alejandro Osorio          | Colômbia U23              | 72 pts                    |                           |
| 2.                        | Tadej Pogačar             | Eslovénia U23             | 70 pts                    |                           |
| 3.                        | Iván Ramiro Sosa          | Colômbia U23              | 69 pts                    |                           |
| 4.                        | Gino Mäder                | Suíça U23                 | 51 pts                    |                           |
| 5.                        | Clément Champoussin       | França U23                | 47 pts                    |                           |
| 6.                        | Aleksandr Vlasov          | Rússia U23                | 43 pts                    |                           |
| 7.                        | Edward Dunbar             | República da Irlanda U23  | 38 pts                    |                           |
| 8.                        | Fernando Barceló          | Espanha U23               | 35 pts                    |                           |
| 9.                        | Brandon McNulty           | Estados Unidos U23        | 29 pts                    |                           |
| 10.                       | Cristian Camilo Muñoz     | Colômbia U23              | 28 pts                    |                           |

### Classificação por equipas
| Classificação por equipes | Classificação por equipes | Classificação por equipes | Classificação por equipes |
| Equipe                    | Equipe                    | Tempo                     |                           |
| ------------------------- | ------------------------- | ------------------------- | ------------------------- |
| 1.                        | Colômbia U23              | 78h55m41s                 |                           |
| 2.                        | Suíça U23                 | + 8m12s                   |                           |
| 3.                        | Noruega U23               | + 20m20s                  |                           |
| 4.                        | Itália U23                | + 21m26s                  |                           |
| 5.                        | World Cycling Centre      | + 21m53s                  |                           |
| 6.                        | França U23                | + 28m30s                  |                           |
| 7.                        | Países Baixos U23         | + 30m27s                  |                           |
| 8.                        | Dinamarca U23             | + 32m15s                  |                           |
| 9.                        | Rússia U23                | + 32m53s                  |                           |
| 10.                       | Áustria U23               | + 35m43s                  |                           |

## Evolução das classificações
| Etapa                 | Vencedor              | Classificação geral Maillot Amarelo | Classificação por pontos Maillot vert | Classificação da montanha Maillot de bolinhas vermelhas | Classificação por equipas Classement par équipe | Classificação da combatividad Prix de combativité |
| --------------------- | --------------------- | ----------------------------------- | ------------------------------------- | ------------------------------------------------------- | ----------------------------------------------- | ------------------------------------------------- |
| 1.ª                   | Max Kanter            | Max Kanter                          | Max Kanter                            | Ide Schelling                                           | Portugal sub-23                                 | Thomas Denis                                      |
| 2.ª                   | Alan Riou             | Alan Riou                           | Max Kanter                            | Ide Schelling                                           | França sub-23                                   | Magnus Bak Klaris                                 |
| 3.ª                   | Damien Touzé          | Alan Riou                           | Max Kanter                            | Ide Schelling                                           | França sub-23                                   | Edoardo Affini                                    |
| 4.ª                   | Dinamarca sub-23      | Håkon Aalrust                       | Max Kanter                            | Ide Schelling                                           | Dinamarca sub-23                                | não outorgado                                     |
| 5.ª                   | Matthew Gibson        | Alan Riou                           | Damien Touzé                          | Ide Schelling                                           | Dinamarca sub-23                                | Žiga Horvat                                       |
| 6.ª                   | Alessandro Covi       | Alan Riou                           | Damien Touzé                          | Ide Schelling                                           | Dinamarca sub-23                                | Magnus Bak Klaris                                 |
| 7.ª                   | Iván Ramiro Sosa      | Tadej Pogačar                       | Damien Touzé                          | Ide Schelling                                           | Itália sub-23                                   | Brandon McNulty                                   |
| 8.ª                   | Gino Mäder            | Tadej Pogačar                       | Damien Touzé                          | Iván Ramiro Sosa                                        | Colômbia sub-23                                 | Robert Stannard                                   |
| 9.ª                   | Fernando Barceló      | Tadej Pogačar                       | Damien Touzé                          | Alejandro Osorio                                        | Itália sub-23                                   | Fernando Barceló                                  |
| 10.ª                  | Gino Mäder            | Tadej Pogačar                       | Damien Touzé                          | Alejandro Osorio                                        | Colômbia sub-23                                 | Joseph Areruya                                    |
| Classificações finais | Classificações finais | Tadej Pogačar                       | Damien Touzé                          | Alejandro Osorio                                        | Colômbia sub-23                                 | Tadej Pogačar                                     |

## UCI World Ranking
O Tour de l'Avenir outorga pontos para o UCI World Ranking, este último para corredores das equipas nas categorias UCI ProTeam, Profissional Continental e Equipas Continentais. As seguintes tabelas mostram o barómetro de pontuação e os 10 corredores que obtiveram mais pontos:
| Posição             | 1.º | 2.º | 3.º | 4.º | 5.º | 6.º | 7.º | 8.º | 9.º | 10.º | 11.º-15.º | 16.º-20.º |
| Classificação geral | 140 | 110 | 80  | 60  | 50  | 40  | 30  | 20  | 10  | 6    | 3         | 1         |
| Por etapa           | 15  | 9   | 5   |     |     |     |     |     |     |      |           |           |
| Líder               | 2   |     |     |     |     |     |     |     |     |      |           |           |

| Classificação | Classificação       | Classificação        | Classificação | Classificação | Classificação | Classificação |
| Posição       | Ciclista            | Equipa               | Geral         | Etapa         | Líder         | Total         |
| ------------- | ------------------- | -------------------- | ------------- | ------------- | ------------- | ------------- |
| 1.º           | Tadej Pogačar       | Eslovenía sub-23     | 140           | 10            | 6             | 156           |
| 2.º           | Thymen Arensman     | Países Baixos sub-23 | 110           | 5             | -             | 115           |
| 3.º           | Gino Mäder          | Suíça sub-23         | 80            | 30            | -             | 110           |
| 4.º           | Iván Ramiro Sosa    | Colômbia sub-23      | 40            | 24            | -             | 64            |
| 5.º           | Aleksandr Vlasov    | Rússia sub-23        | 60            | -             | -             | 60            |
| 6.º           | Clément Champoussin | França sub-23        | 50            | 5             | -             | 55            |
| 7.º           | João Almeida        | Portugal sub-23      | 30            | -             | -             | 30            |
| 8.º           | Edward Dunbar       | Irlanda sub-23       | 20            | 9             | -             | 29            |
| 9.º           | Alan Riou           | França sub-23        | -             | 15            | 8             | 23            |
| 10.º          | Damien Touzé        | França sub-23        | -             | 20            | -             | 20            |